# ماري سمرفيل
ماري فيرفاكس سَمَرْفِيل (بالإنجليزية: Mary Somerville) (اسمها قبل الزواج: فِيرفاكس، واسمها في زواجها الأول: غريغ. 26 ديسمبر 1780 - 28 نوفمبر 1872) كاتبة علمية وموسوعية وصحفية علميةاسكتلندية وعالمة رياضيات، عاشت في الفترة التي كان هناك عدم تشجيع على مشاركة المرأة في العلوم. درست الرياضيات وعلم الفلك، ورشحت لتكون أول امرأة عضوة في الجمعية الفلكية الملكية في نفس الوقت مع كارولين هيرشيل. درست الرياضيات وعلم الفلك، ورُشحت لتكون أول عضو نسائي في «الجمعية الفلكية الملكية».
عندما أعد الفيلسوف الاقتصادي جون ستيوارت مل عريضة يلتمس فيها من البرلمان منح النساء حق التصويت، طلب من ماري أن توقعها أولًا.
حين ماتت في 1872، قالت صحيفة «ذا مورننج بوست» في نعيها: «أيًّا تكن الصعوبة التي قد نواجهها في منتصف القرن التاسع عشر عند اختيار ملك العلوم، فلن يختلف اثنان على مَلِكتها».
وضع «بنك إسكتلندا الملكي» صورتها على ورقة «الجنيهات الإسترلينية العشرة» البوليمرية التي صدرت في 2017، إلى جانب اقتباس من كتابها «اتصال العلوم الفيزيائية».

## حداثتها ودراستها
كانت ماري ابنة الفريق السير ويليام جورج فيرفاكس، سليل عائلة فيرفاكس الرفيعة. وكانت قريبة لعدة عائلات إسكتلندية بارزة بواسطة أمها مارجريت تشارترز، زوجة الفريق الثانية، وابنة المحامي صامويل تشارترز.

وُلدت في بوردرز، في منزل قس جيدبيرغ، الذي كان منزل خالتها زوجة الدكتور توماس سمرفيل (1741–1830، مؤلف كتاب «حياتي وأوقاتي»). كان منزل طفولتها في بلدة بِرْنتايلند بمنطقة فايف. كانت ثانية أربعة أولاد نجَوْا (ثلاثة من إخوتها ماتوا في طفولتهم). كان أقرب إخوتها إليها أخاها الأكبر سام. عاشت أسرتها في فقر أرستقراطي، لأن ماهيّة والدها البحرية ظلت صغيرة على رغم ترقيه. دعمت أمها البيت بزراعة الخضراوات ورعاية بستان وتربية أبقار لِلَبَنها. علمتها أمها قراءة الكتاب المقدس والتعاليم الكنسية الكالفينية. عند فراغها من الأعمال المنزلية كانت تجول بين الطيور والزهور في الحديقة. ذكرت ماري في سيرتها الذاتية أنها بعدما عادت من البحر ذات مرة، سمعت أباها يقول لأمها «هذه العيشة لن تكون مناسبة، لا بد لِماري على الأقل من عِلم بالكتابة وحفظ الحسابات». من ثَم أُلحقت الفتاة البالغة 10 سنين بمدرسة ماسلبرغ الداخلية الباهظة التكلفة، فمكثت بها سنة. تعلمت ماري مبادئ الكتابة، وقواعد الفرنسية والإنجليزية البدائية. قالت عن نفسها حين عادت إلى دارها: 
«عُدتُ لا ألهو في الحدائق كما مضى، وإنما صرت أتجول في أنحاء البلد. عند الجَزْر كنت أقضي على الرمال ساعات، متطلعة إلى نجوم البحر وقنافذه، أو متأملة الأطفال وهُم ينقبون عن سمك ثعبان الرمل والصدف البحري... واتخذت أنا مجموعة من الصدف، بعضها كان صغيرًا إلى حد أنه بدا كنقطة بيضاء في رُقَع من الرمال السوداء. كان على الرمال رصيف بحري لشحن الحجر الجيري المجلوب من مناجمنا الفحمية. أدهشني أن أرى على سطوح تلك الكتل الحجرية آثارًا جميلة لما بدا أنه أوراق نباتية. لم أَدر كيف تأثرَتْ بتلك الآثار، لكني التقطت منها كسورًا، وحتى قِطعًا كبيرة، وجلبتها إلى مخزني.»
شغلت نفسها أثناء سوء الطقس بقراءة ما في مكتبة أبيها -ولا سيما مؤلفات شكسبير- وأداء «واجباتها المنزلية». في وقت لاحق من حياتها قالت «شَغل ذلك جزءًا كبيرا من وقتي، وإلى جانبه انشغلت بتطريز القماش بالحروف الأبجدية من A إلى Z وبالأرقام من 1 إلى 10». جاءت خالتها لتعيش مع أسرتها، وقيل إنها قالت لأم ماري: «غريب أن تتركي ماري تضيع وقتها في القراءة! ما تخيطه لا يتعدى ما قد يخيطه رجل!»، ومن ثَم أُرسلت ماري إلى مدرسة القرية لتتعلم بدائيات شغل الإبرة. قالت «أغضبني أن إقبالي على القراءة كان مرفوضًا جدًا هكذا، ورأيته ظلمًا أن تُوهَب النساء شغفًا بالمعرفة إن كانت معرفتهن غلطًا». كان مدير مدرسة القرية يروح إلى منزلهم عدة مرات أسبوعيا ليعلّم ماري. علّمها استعمال الكُرَتَين الأرضيتين الجغرافيتين الموجودتين في المنزل. قالت في كتاب «ذكريات شخصية» إن الأولاد في مدرسة القرية كانوا يتعلمون اللاتينية، «لكن كان يُرى كافيًا للبنات أن يقدرن على قراءة الكتاب المقدس، بل لم يتعلم الكتابة منهن إلا قليل».
عندما بلغت ماري 13، أرسلتها أمها في الشتاء إلى مدرسة كتابة في إدنبره، حيث تحسنت مهاراتها الكتابية، ودرست القواعد الحسابية الشائعة. عندما كانت في بِرْنتايلند علّمت نفسها بعض اللاتينية، لتقرأ من مكتبة المنزل. وبينما كانت تزور خالتها، تشجعت وأخبرت عمّها الدكتور توماس سمرفيل (زوج خالتها) بأنها كانت تحاول تعلُّم اللاتينية. أكد لها الدكتور أن نساء كثيرًا في الأزمنة السالفة كنّ عالمات رائعات، وأخذ يعلمها بقراءة مؤلفات فيرجيل معها. وبينما كانت تزور خالها ويليام تشارترز في إدنبره، أُرسلت إلى مدرسة رقص، حيث تعلمت الآداب العامة وكيفية الانحناء في التحية. ورافقت خالها وزوجته في زيارتها لأسرة لايل في كينوردي. كان تشارلز لايل في طريقه حينئذ أن يصبح جيولوجيًّا مشهورًا وصديقًا لِماري.
وأما فيما يتصل بالثورة الفرنسية والاضطرابات السياسية التي نشبت حينئذ، فكتبت لاحقًا أن أباها كان تُوريًّا [محافظا]، وأن «ظلم الحزب الليبرالي والغلوّ في التعسف ضده جعلاني ليبرالية. منذ حداثتي وعقلي ضد القمع والطغيان، وساءني ظلم العالم لِجنسي النسائي بحرمانهن من الامتيازات التعليمية التي أُغدِقت على الرجال». رفضت ماري وأخوها سام شرب الشاي بسكّر، احتجاجا على مؤسسة العبودية. أكدت أن آراءها السياسية والدينية الليبرالية ظلت كما هي طول حياتها، وأنها لم تكن جمهورية قط.
بينما رافقت خالتها وزوج خالتها إلى برنتايلند صيفًا، أُتيحت لها كتب ابتدائية في الجبر والهندسة. أنفقت الصيف على تعلم العزف على البيانو، ودراسة اليونانية لتقرأ مؤلفات كسينوفون وهيرودوت. عندما كانت في إدنبره سُمح لها بحضور أكاديمية ألكسندر نسمث التي فتحت أبوابها للسيدات. نصح نسمث طالبة أخرى بدراسة كتاب «الأصول» الذي وضعه إقليدس، لتتأسس في الرسم المنظوري وعلم الفلك والعلوم الميكانيكية. انتبهت ماري للفرصة، ورأت أن الكتاب سيساعدها على فهم كتاب جون روبرتسون «المِلاحات».
واصلت أداء الدور التقليدي لابنة عائلة ذات نفوذ وصلات، حاضِرةً المناسبات الاجتماعية، وملتزمة السلوكات اللطيفة المهذبة، وسَمّتها نخبة جيدبيرغ «وردة جيدبيرغ». في برنتايلند كان مدرس شاب اسمه الأستاذ كراو قد جاء ليمكث مع الأسرة لتعليم أخيها الصغير هنري. كان الأستاذ عالمًا باليونانية واللاتينية، فسألته ماري أن يشتري لها كتبًا ابتدائية في الجبر والهندسة. فقدم إليها «أصول» إقليدس، و«جبر» جون بونيكاسل. فكانت تصحو مبكرا لتعزف على البيانو، ثم تنفق نهارها على الرسم، ثم تسهر على دراسة الكتابين. دعاها صديق العائلة اللورد بالموتو إلى زيارة عائلته، فكانت أول مرة ترى فيها معملًا. أمضت وقتًا أيضا مع عائلة أوزوالد في دنيكير، وأعجبتها ابنتهم إليزابيث، الفارسة الجريئة التي صارت عالمة باليونانية واللاتينية.
عادة ما كانت تقضي الشتاءات في إدنبره. بإشراف من السيدة بوركان ظهرت أول ظهور لها في حفل راقص، وكان أول مُراقِصيها نبيلًا حاملا لقب «إيرل مينتو». في خريف 1797 حصل تمرد، وقُبض على والدها وهو قبطان تحت إمرة الأدميرال دنكان على سفينة «إتش إم إس فينربول» القيادية، لكن انتُصر في معركة كامبرداون ضد الأسطول الهولندي، ومُنح أبوها لقب فارس، وصار عقيدًا في مشاة البحرية. مات أخوها الأكبر عن عمر 21 سنة في كلكوتا، وهو يؤدي خدمته العسكرية لشركة الهند الشرقية. كانت الأسرة تأمل أن يجني في عدة سنوات مالًا كافيًا للعودة إلى الوطن.

## زواجها ودراساتها
في 1804 التقت زوجها الأول -ابن عم بعيد هو الملازم صامويل غريغ (ابن الأدميرال صامويل غريغ) حين أتى زائرًا. كان مفوَّضا من البحرية الروسية وقنصلا روسيًّا لبريطانيا. تزوجا وأنجبا ولدين، أحدهما ورونزو غريغ الذي صار لاحقًا محاميًا وعالمًا. عاشوا في لندن، لكن لم تكن عيشة سعيدة لِماري. فمع أنها كانت قادرة على الدراسة، لم يكن زوجها يعتدّ بقدرة المرأة على تحقيق الاهتمامات الأكاديمية. كان غريغ «منحازًا تماما ضد النساء المتعلمات اللائي ازداد عددهن حينئذ». درست ماري حينئذ الفرنسية. حين مات زوجها في 1807 كانت ما تزال ترضع الولد الأصغر، فعادت إلى موطنها إسكتلندا.
في إسكتلندا استأنفت ماري دراساتها الرياضياتية، وحينئذ كانت درست: حساب المثلثات المستوي والكروي، والقطع المخروطي، وكتاب جيمس فيرغسون «علم الفلك». فبدأت قراءة كتاب «الأصول» لإسحاق نيوتن، وواصلت دراسته. وأتاح لها ميراثها من غريغ حرية التركيز في اهتماماتها الفكرية.

## روابط خارجية
- ماري سمرفيل على موقع الموسوعة البريطانية (الإنجليزية)